# Harishchandragad
Harishchandragad es una fortaleza de montaña ubicada en la región de Ahmednagar en el estado de Maharashtra en India. Su historia está unida con la de Malshej Ghat, y esto ha jugado un papel principal en la tutela de la región circundante.

## Historia
La fortaleza es bastante antigua. Remanentes del hombre de la Edad de Piedra han sido descubiertos aquí. Varias Puranas (escrituras antiguas) como Matsyapurana, Agnipurana y Skandapurana incluyen muchas referencias sobre Harishchandragad. 
Su origen, como se dice, ha estado en el siglo VI, durante el reinado de la dinastía Kalchuri. La ciudadela fue construida durante esta época. Varias cuevas probablemente han sido forjadas en el siglo XI. En estas cuevas se muestran los ídolos de Vishnú. Aunque las rocas sean llamadas Taramati y Rohidas, no son relacionados con Ayodhya. El gran sabio Changdev (aquel que creó la epopeya "Tatvasaar"), solía meditar aquí en el siglo XIV. 
Las cuevas son todas del mismo período. Varias construcciones sobre la fortaleza indican la existencia de diversas culturas. Las talladuras sobre los templos de Nageshwar (en el pueblo de Khireshwar), en el templo Harishchandreshwar y en la cueva de Kedareshwar indican que la fortaleza pertenece al período medieval, ya que está relacionado con Shaiva, Shakta o Naath. Más tarde la fortaleza estuvo bajo el control de los mogoles. Los marathas la capturaron en el año 1747. El último guerrero llamado Joshi se hizo mártir en la lucha contra el dominio inglés en 1818.
- Datos: Q3696257
- Multimedia: Harishchandragad / Q3696257